# Granrudmoen-Øyer
Granrudmoen-Øyer är en tidigare tätort i Øyers kommun i Innlandet fylke i Norge. Orten låg i Gudbrandsdalen, vid Europaväg 6, Dovrebanan och älven Gudbrandsdalslågen. Den omfattade bebyggelse i de båda orterna Granrudmoen och Øyer.
Sedan 2021 räknas orterna som två separata tätorter.